# ميركو غوادالوبي
ميركو غوادالوبي (بالإيطالية: Mirko Guadalupi)‏ (مواليد 9 فبراير 1987 في برينديزي - إيطاليا) لاعب كرة قدم إيطالي يلعب حاليا لصالح نادي الدرجة الأولى سيينا الإيطالي منذ 2007 في مركز الجناح الأيسر كما يجيد اللعب في مركز الوسط المهاجم .